# Шо (Арденны)
Шо (фр. Chooz) — коммуна во Франции, находится в регионе Шампань — Арденны. Департамент коммуны — Арденны. Входит в состав кантона Живе. Округ коммуны — Шарлевиль-Мезьер.
Код INSEE коммуны — 08122.
Коммуна расположена приблизительно в 230 км к северо-востоку от Парижа, в 135 км севернее Шалон-ан-Шампани, в 38 км к северу от Шарлевиль-Мезьера, в долине реки Маас.

## Население
Население коммуны на 2008 год составляло 766 человек.
| 1962 | 1968 | 1975 | 1982 | 1990 | 1999 | 2008 |
| ---- | ---- | ---- | ---- | ---- | ---- | ---- |
| 630  | 655  | 809  | 802  | 803  | 749  | 766  |

## Экономика
В Шо расположена атомная электростанция.
В 2007 году среди 520 человек в трудоспособном возрасте (15—64 лет) 383 были экономически активными, 137 — неактивными (показатель активности — 73,7 %, в 1999 году было 67,4 %). Из 383 активных работали 345 человек (199 мужчин и 146 женщин), безработных было 38 (13 мужчин и 25 женщин). Среди 137 неактивных 39 человек были учениками или студентами, 49 — пенсионерами, 49 были неактивными по другим причинам.

## Фотогалерея
- Мост через реку Маас
- Церковь
- Атомная станция